# Triacanthella najtae
Triacanthella najtae är en urinsektsart som beskrevs av Izarra 1971. Triacanthella najtae ingår i släktet Triacanthella och familjen Hypogastruridae. Inga underarter finns listade i Catalogue of Life.